# Namig Islamzade
Namig Sarafruz oglu Islamzade (en azerí: Namiq Sərəfruz oğlu İslamzadə; Bakú, 7 de mayo de 1974) es un militar de Azerbaiyán, mayor general de las Fuerzas Armadas de Azerbaiyán, participante de la Guerra del Alto Karabaj, Héroe de la Guerra Patria.

## Biografía

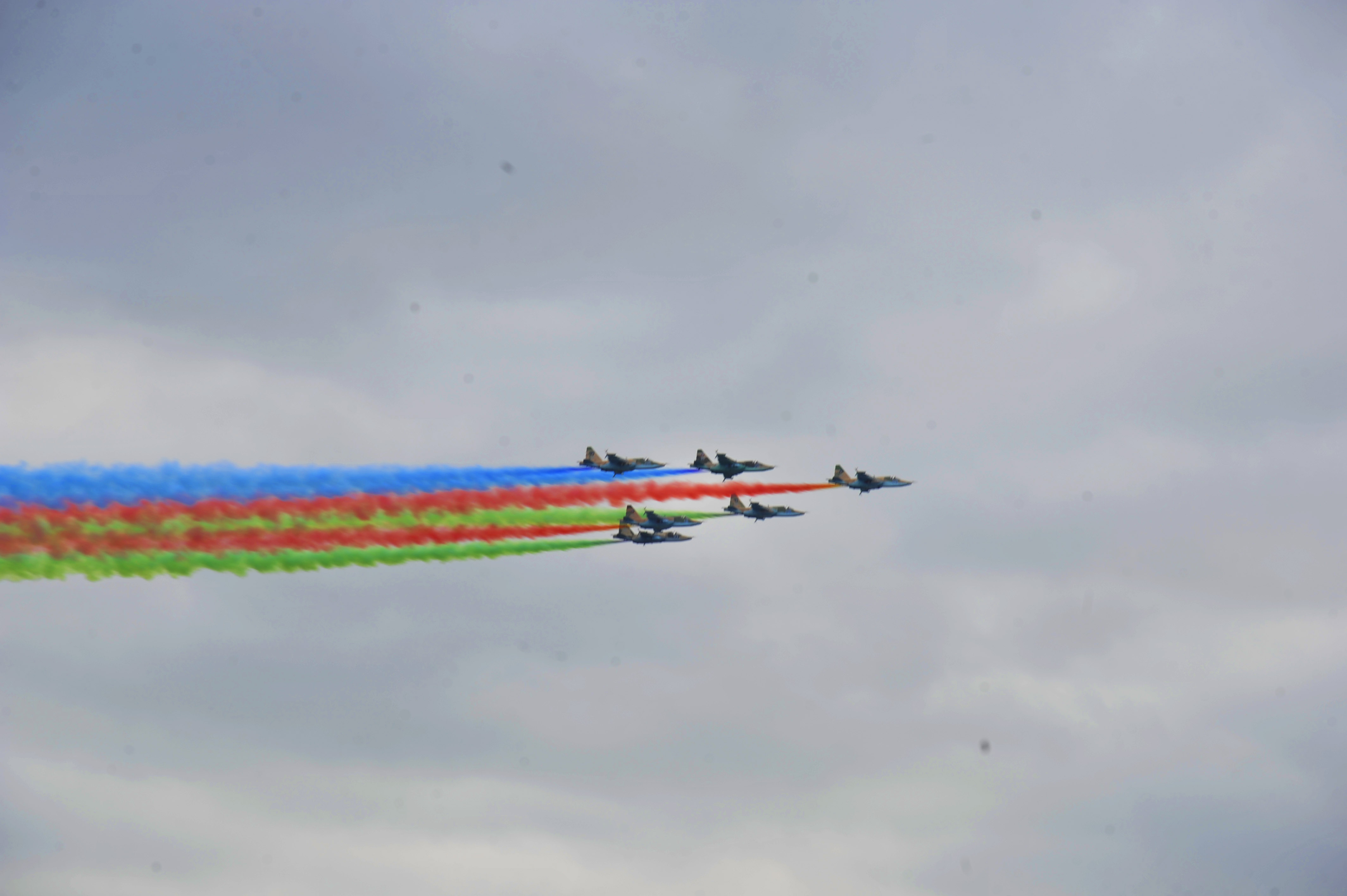
El Su-25 de la Fuerza Aérea de Azerbaiyán, conducido por Namig Islamzade, en el Desfile militar de la Victoria de Bakú (2020)

Namig Islamzade nació el 7 de mayo de 1974 en Bakú. Estudió en la Academia de Fuerza Aérea de Turquía.
Actualmente sirve en las Fuerzas Aéreas de Azerbaiyán. Contribuyó a la modernización de las fuerzas aéreas de Azerbaiyán en sus años de servicio. Desde 2016, fue comandante de guarnición en la unidad militar "N" de las Fuerzas Aéreas de Azerbaiyán en Kurdamir.
Namig Islamzade participó en la Guerra del Alto Karabaj. El 7 de diciembre de 2020, por la orden del Presidente de Azerbaiyán, recibió el rango militar mayor general. También fue galardonado con la Medalla de Héroe de la Guerra Patria, la Medalla “Por la liberación de Fuzuli” y la Medalla “Por la liberación de Khojavend”.

## Premios y títulos
- Medalla al Mérito Militar (Azerbaiyán) (2005)[4]
- Orden de la Bandera de Azerbaiyán (2008)[5]
- Medalla "Centenario del ejército azerbaiyano"
- Medalla de distinción en el Servicio Militar (Azerbaiyán) (1.º grado)
- Orden “Por la Patria (2020)[6]
- Medalla de Héroe de la Guerra Patria (2020)[7]
- Medalla Por la liberación de Fuzuli (2020)[8]
- Medalla Por la liberación de Khojavend (2020)[9]